# شهرستان شونیانگ
شهرستان شونیانگ (به لاتین: Xunyang County) یک شهرستان‌های جمهوری خلق چین در چین است که در آنکانگ واقع شده‌است.
 شهرستان شونیانگ ۳٬۵۵۴ کیلومتر مربع مساحت و ۴۲۶٬۶۷۷ نفر جمعیت دارد.